# Varvara (Burgaská oblast)
Varvara je vesnice, jež se nachází asi 9 km od Careva v Burgaské oblasti v Bulharsku. Toto přímořské letovisko se nachází na pobřeží Černého moře, mezi městy Carevo a Achtopol, poblíž hranic s Tureckem.